# 皮埃尔 (厄尔-卢瓦省)
皮埃尔（法語：Pierres，法語發音：[pjɛʁ] ⓘ）是法国厄尔-卢瓦省的一个市镇，属于沙特尔区。

## 地理
皮埃尔（48°35'28"N, 1°34'1"E）面积10.41 平方千米，位于法国中央-卢瓦尔河谷大区厄尔-卢瓦省，该省份为法国北部内陆省份，北起顺时针与厄尔省、伊夫林省、埃松省、卢瓦雷省、卢瓦-谢尔省、萨尔特省和奧恩省接壤。
与皮埃尔接壤的市镇（或旧市镇、城区）包括：维利耶勒莫里耶、诺让勒鲁瓦。

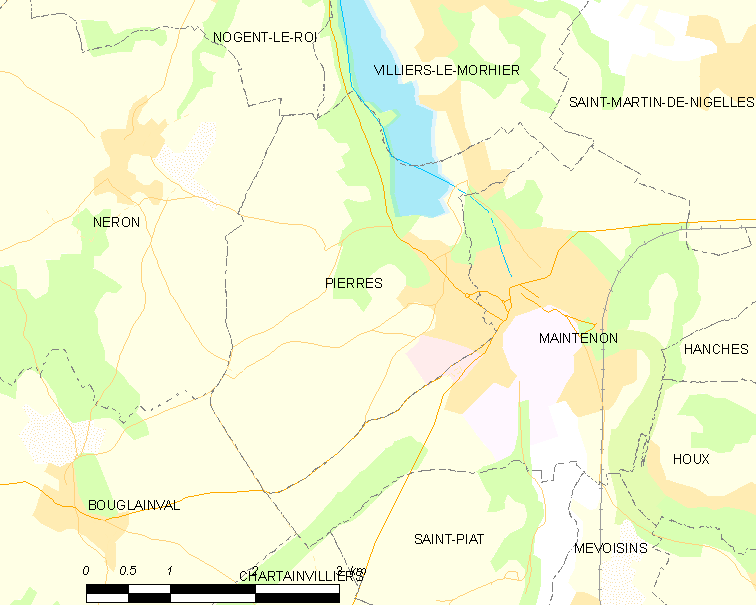
的OSM定位图

皮埃尔的时区为UTC+01:00、UTC+02:00（夏令时）。

## 行政
皮埃尔的邮政编码为28130，INSEE市镇编码为28298。

## 政治
皮埃尔所属的省级选区为埃佩尔农县。

## 人口

1962-2008年间人口变化图示

皮埃尔于2022年1月1日时的人口数量为2792人。